# Proteína vegetal hidrolisada
Os produtos de proteína vegetal hidrolisada (PVH) são gêneros alimentícios obtidos por hidrólise de proteínas que têm sido usados há séculos na indústria alimentícia mundial como produtos que aumentam o sabor e contribuem para o gosto salgado do alimento.
Com relação ao processo de produção, é possível fazer uma distinção entre proteína vegetal hidrolisada com ácido (aPVH), PVH produzida enzimaticamente (ePVH) e outros produtos, por exemplo, molho de soja fermentado. Os produtos de proteína vegetal hidrolisada são usados principalmente para aprimorar o sabor de sopas, molhos, produtos de carne, lanches e outros pratos, bem como para a produção de sopas e caldos pré-prontos para cozinhar.

## Histórico
Os tecnólogos de alimentos sabem há muito tempo que a hidrólise de proteínas produz um odor e um sabor semelhantes aos do caldo de carne. Os hidrolisados fazem parte da dieta humana há séculos, principalmente na forma de molho de soja fermentado, ou shoyu. O shoyu, tradicionalmente feito de trigo e proteína de soja, é produzido no Japão há mais de 1.500 anos, após sua introdução pela China continental. Já as origens da produção por meio da hidrólise ácida de proteínas podem ser rastreadas à época de enfrentamento de escassez e desafios econômicos para a obtenção de extratos de carne durante as Guerras Napoleônicas.
Em 1831, Berzelius obteve produtos com sabor de caldo de carne ao hidrolisar proteínas com ácido clorídrico. Julius Maggi produziu proteína vegetal hidrolisada por ácido pela primeira vez em escala industrial em 1886.
Em 1906, Fischer descobriu que os aminoácidos contribuíam para o sabor específico. Em 1954, D. Phillips descobriu que o odor de caldo de carne exigia a presença de proteínas contendo treonina. Outra substância importante que dá um sabor característico é o ácido glutâmico.

## Fabricação
Quase todos os produtos ricos em proteína são adequados para a produção de PVH. Atualmente, ele é feito principalmente de recursos proteicos de origem vegetal, como sementes oleaginosas desengorduradas (farinha de soja, farinha de semente de uva) e proteína de milho, trigo (glúten), ervilha e arroz. O processo e a matéria-prima determinam as propriedades organolépticas do produto final. As proteínas consistem em cadeias de aminoácidos unidas por ligações peptídicas. Quando submetida à hidrólise (hidrolisada), a proteína é dividida em seus aminoácidos componentes.
Na aPVH, o ácido clorídrico é usado para a hidrólise. O ácido restante é então neutralizado pela mistura com uma substância alcalina, como o hidróxido de sódio, o que resulta em um sal que compreende até 40% do produto final.
Na ePVH, as proteases são usadas para quebrar as proteínas em um pH mais neutro e em temperaturas mais baixas. A quantidade de sal é bastante reduzida.
Devido às diferentes condições de processamento, os dois tipos de PVH têm perfis sensoriais distintos. A aPVH é geralmente de cor marrom-escura e tem um forte sabor salgado, enquanto a ePVH é geralmente de cor mais clara e tem um sabor salgado mais suave.

### Hidrólise ácida
Os hidrolisados ácidos podem ser produzidos a partir de várias fontes de proteínas comestíveis, sendo as mais comuns a soja, o milho, o trigo e a caseína. Para a produção de aPVH, as proteínas são hidrolisadas com ácido clorídrico diluído (15-20%) a uma temperatura entre 90 e 120 °C por até 8 horas. Após o resfriamento, o hidrolisado é neutralizado com carbonato de sódio ou hidróxido de sódio até atingir um pH de 5 a 6. Durante a hidrólise, pode ser gerado um material polimérico conhecido como humina [en] formada pela interação de fragmentos de carboidratos e proteínas, que é removida por filtração e, posteriormente, refinada.
A origem da matéria-prima, a concentração do ácido, a temperatura e o tempo da reação, e outros fatores podem afetar as propriedades organolépticas do produto final. O tratamento com carvão ativado pode ser empregado para remover os componentes de sabor e cor, de acordo com a especificação necessária. Após uma filtragem final, a aPVH pode, dependendo da aplicação, ser aromatizada com componentes adicionais. Depois disso, o produto pode ser armazenado como líquido a 30-40% de matéria seca ou, alternativamente, pode ser seco por pulverização ou a vácuo e usado como ingrediente alimentar.
Cada quilo do material irá conter aproximadamente 60% de proteína e 40% de sal. Esse ganho de sal ocorre durante a etapa de neutralização.

### Hidrólise enzimática
No processo de produção de ePVH, enzimas são usadas para quebrar as proteínas. Para quebrar a proteína em aminoácidos, proteases são adicionadas à mistura de proteína desengordurada e água. Devido à sensibilidade das enzimas a um pH específico, um ácido ou uma base é adicionado para ajustar o pH ideal. Dependendo da atividade das enzimas, são necessárias até 24 horas para quebrar as proteínas. A mistura é aquecida para inativar as enzimas e, em seguida, filtrada para remover a humina.
Como nenhum sal é formado durante o processo de produção, os fabricantes podem adicionar sal às preparações de ePVH para aumentar o prazo de validade ou para fornecer um produto semelhante ao aPVH convencional.

## Composição
Muitos aminoácidos têm sabor amargo ou doce. Em muitos processos comerciais, os aminoácidos não polares, como a L-leucina e a L-isoleucina, são frequentemente removidos para criar hidrolisados com um caráter mais suave e menos amargo. O D-triptofano, a D-histidina, a D-fenilalanina, a D-tirosina, a D-leucina, a L-alanina e a glicina são conhecidos por serem doces, enquanto o amargor está associado ao L-triptofano, à L-fenilalanina, à L-tirosina e à L-leucina.
A tirosina é um aminoácido suscetível à halogenação durante a hidrólise com HCl. Para evitar isso, o fenol é frequentemente adicionado à solução. O alto teor de gordura também pode reduzir os rendimentos de tirosina, mas isso pode ser superado pela remoção de gordura das amostras antes da hidrólise ácida.
A lisina é estável sob condições padrão de hidrólise ácida e, em proteínas puras e alimentos não tratados termicamente, pode ser prontamente determinada por meio da hidrólise com HCl. Os problemas aparecem quando os alimentos são processados, especialmente aqueles submetidos a tratamento térmico, pois o grupo amino da cadeia lateral pode reagir com outros compostos, como açúcares redutores, produzindo produtos de Maillard. Alguns dos produtos de Maillard são ácidos lábeis e voltam a se transformar em lisina e em outros compostos diferentes, o que leva a uma superestimação do teor de lisina.
As propriedades organolépticas da PVH são determinadas não apenas pela composição de aminoácidos, mas também pelas várias substâncias aromáticas, além dos aminoácidos, criadas durante a produção das aPVH e ePVH. Os aromas podem ser formados por meio da decomposição de aminoácidos, reação de Maillard, ciclização de açúcar e oxidação de lipídios. É possível produzir uma mistura complexa de aromas semelhantes a manteiga, carne, caldo de osso, defumado, tempero Maggi e muitas outras substâncias, dependendo das condições da reação (tempo, temperatura, método de hidrólise, matéria-prima adicional, como xilose e especiarias).
De acordo com o Código Europeu de Práticas para Bouillons e Consommés, os produtos de proteína hidrolisada destinados à venda no varejo devem corresponder a estas características:
- Gravidade específica a 20°C: mínimo 1,22
- Nitrogênio total: mínimo 4% (na matéria seca)
- Nitrogênio amino: mínimo 1,3% (na matéria seca)
- Cloreto de sódio: máximo 50% (na matéria seca)

## Uso
Quando os alimentos são processados enlatados, por congelamento ou desidratação, é quase inevitável alguma perda de sabor. Em compensação, os fabricantes podem usar a PVH para compensar essa perda. Portanto, a PVH é usada em uma ampla variedade de produtos, como nos setores de temperos, carnes, peixes, alimentos finos, lanches, aromas e sopas.

## Segurança

### 3-MCPD
O 3-MCPD (3-monocloropropano-1,2-diol), carcinogênico em roedores e suspeito de ser em humanos, é formado durante a hidrólise ácida quando o glicerol liberado do lipídio (por exemplo, triglicerídeos) reage com o ácido clorídrico. Os fabricantes de aPVH podem reduzir a quantidade de 3-MCPD a limites aceitáveis por meio de (1) controle minucioso do tempo e da temperatura da reação (2) neutralização no tempo certo do ácido clorídrico, opcionalmente estendendo-se a uma etapa de hidrólise alcalina para destruir qualquer 3-MCPD já formado (3) substituição do ácido clorídrico por outros ácidos, como o ácido sulfúrico.

### Como alergênico
É controverso o fato da proteína vegetal hidrolisada ser ou não um alergênico.
De acordo com a legislação europeia, o trigo e a soja estão sujeitos à rotulagem como alergênicos nos termos do Regulamento (UE) 1169/2011 de informações sobre os alimentos para os consumidores. Como o trigo e a soja usados para a produção de PVH não estão isentos da rotulagem de alergênicos formalmente, a PVH produzida com essas matérias-primas deve ser rotulada com uma referência ao trigo ou à soja na lista de ingredientes. No entanto, fortes evidências indicam que pelo menos a aPVH não é alergênica, uma vez que as proteínas são degradadas em aminoácidos únicos que provavelmente não desencadeiam uma reação alérgica. Um estudo de 2010 demonstrou que a aPVH não contém traços detectáveis de proteínas ou peptídeos reativos a IgE. Isso fornece fortes evidências de que é improvável que a aPVH desencadeie uma reação alérgica em pessoas intolerantes ou alérgicas à soja ou ao trigo. Estudos anteriores com animais, realizados em 2006, também indicaram que cães hipersensíveis à soja não reagem ao hidrolisado de soja, uma fonte de proteína proposta para cães sensíveis à soja.
Há relatos de uma aPVH de grau cosmético, a Glupearl 19S (GP19S), que induz à anafilaxia quando presente em um sabonete. Diferentemente da aPVH alimentícia, essa aPVH de trigo japonês é apenas levemente hidrolisada. Essa condição química incomum torna a GP19S mais alergênica do que o glúten puro. Novas regulamentações para a proteína de trigo hidrolisada para cosméticos foram desenvolvidas em resposta, exigindo uma massa molecular média inferior a 3500 Da, cerca de 35 resíduos de aminoácido. Em teoria, "um alérgeno deve ter pelo menos 2 epítopos de ligação a IgE, e cada epítopo deve ter pelo menos 15 resíduos de aminoácidos, para desencadear uma reação de hipersensibilidade do tipo 1". Os experimentos também mostram que esse grau de hidrólise da PVH não é suficiente para desencadear a ligação de IgE em pacientes alérgicos ao GP19S.
A alergenicidade da ePVH depende da fonte de proteína específica e da enzima utilizada. A alcalase é capaz de tornar o grão-de-bico e a ervilha verde completamente não imunorreativos, enquanto a papaína só consegue uma redução parcial. A alcalase também não é capaz de tornar o feijão branco não reativo devido aos fatores antinutricionais que impedem a digestão completa. A alcalase é capaz de tornar o amendoim torrado não reativo, mas a Flavourzyme® não (uma mistura comercial de protease de Aspergillus oryzae para a produção de ePVH).